# ホール部分群

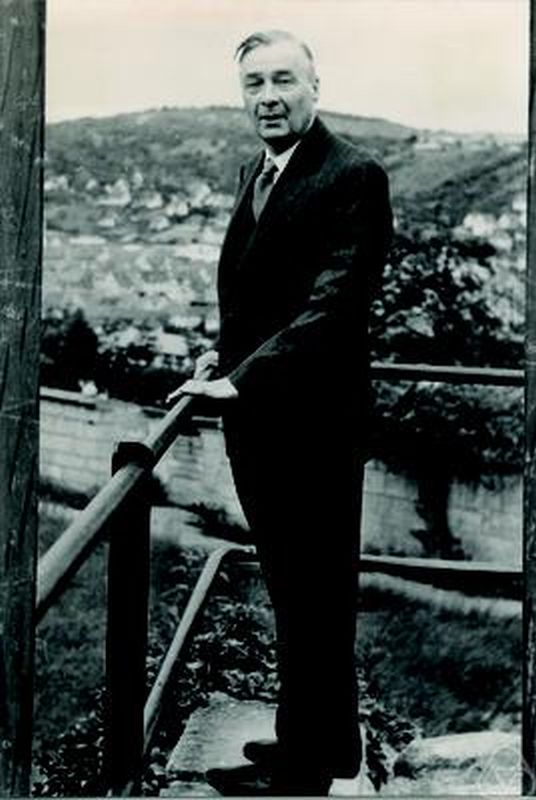
フィリップ・ホール（1904–1982）

数学における有限群 G のホール部分群（ホールぶぶんぐん、英: Hall subgroup）は、その位数がその指数と互いに素な部分群を言う。群論学者 Philip Hall (1928) が導入した。

## 定義
定義 (Hall divisor)
自然数 n のホール因子は、n の約数 d で、d と n/d とが互いに素となるものを言う。
ホール因子を見つけるもっとも簡単な方法は、その数の素因数分解を書き下し、その乗法的項（各素因数に対して冪指数を最大まで取ったもの）の任意の積をとればよい（零項の積として 1 が、すべての項の積としてもとの数が含まれることに注意）。例えば 60 のホール因子を求めるには、素因数分解 22⋅3⋅5 を示して {3, 4, 5} の任意の積を作ればよいから、60 のホール因子は 1, 3, 4, 5, 12, 15, 20, 60 とわかる。
定義 (Hall subgroup)
有限群 G のホール部分群は、G の位数 |G| のホール因子を位数に持つ部分群、すなわちその位数がその指数と互いに素な部分群を言う。
素数からなる適当な集合 π に対し、ホール π-部分群は、その位数が π に属する素数の積で、かつその指数が π に属する任意の素数で割り切れないものを言う。

## 例
- 与えられた有限群の任意のシロー部分群はホール部分群である。
- 位数 12 の交代群 A4 は可解群だが、位数 6 の部分群を（6 が 12 を割り切るにも拘らず）持たない。後述するホールの定理を可解群の位数の任意の約数に対して拡張することはできない。
- 位数 60 となる唯一の単純群 G ≔ A5 は、15 および 20 が G の位数のホール因子となるにも拘わらず、G はそれら位数の部分群を持たない。
- 位数 168 の単純群 G には、位数 24 のホール部分群の共軛類が相異なる二種類存在する（ただし、それらは G の外部自己同型で写りあう）。
- 位数 660 の単純群は、位数 12 の互いに同型でない（したがって共軛でない、外部自己同型でも写りあわない）二つのホール部分群を持つ。位数 4 のシロー 2-部分群の正規化群は位数 12 の交代群 A4 に同型であり、一方で位数 2 または 3 の部分群の正規化群は位数 12 の二面体群になる。

## ホールの定理
Hall (1928) は G が有限可解群で π が素数からなる任意の集合とするとき、G がホール π-部分群を持ち、任意の二つのホール π-部分群が互いに共軛となることを示した。さらに言えば、π に属する素数の積を位数に持つ任意の部分群は、適当なホール π-部分群に含まれる。この結果は、シローの定理のホール部分群に対する一般化と考えることができるが、前述の例にあるとおり群が可解でない場合にはそのような一般化はできない。
ホール部分群の存在性は、任意の有限可解群は基本アーベル正規部分群を持つという事実を用いて、G の位数に関する帰納法で示せる。より精確には、G が π-分離的なる限り A が π-群または π′-群となるような極小の正規部分群 A を固定するとき、帰納法により、G の A を含む部分群 H が存在して、H/A が G/A のホール π-部分群となるようなものが存在する。A が π-群ならば H は G のホール π-部分群である。他方、A が π′-群ならば、シューア・ツァッセンハウスの定理により A は H の補群を持ち、それが G のホール π-部分群になる。

## ホールの定理の逆
素数からなる任意の集合 π に対してホール π-部分群を持つ任意の有限群は可解である。これは、シローの定理が任意のホール部分群の存在を導くから、位数が素数 p, q に対する paqb の形に書ける任意の群が可解であることを述べるバーンサイドの定理の一般化である。これはバーンサイドの定理の別証明を与えるものではない（バーンサイドの定理の証明にこのホールの定理の逆が用いられるから）。

## シロー系
シロー系 (Sylow system) は、適当な素数の集合に属する各素数 p に対するシロー p-部分群 Sp からなる集合であって、任意の p, q に対して SpSq = SqSp となるものを言う。シロー系が与えられれば、素数からなる集合 π に属する素数 p に対するシロー p-部分群 Sp 全てによって生成される部分群はホール π-部分群になる。ホールの定理をより精確にして、「任意の可解群はシロー系を持ち、任意の二つのシロー系は互いに共軛となる」と述べられる。

## 正規ホール部分群
有限群 G の任意の正規ホール部分群 H は補群を持つ。すなわち、G の適当な部分群 K が存在して、H との交わりが自明、かつ HK = G とできる（ゆえに G は H と K の半直積）。これはシューア・ツァッセンハウスの定理である。